# Grijze urnkorstzwam
De grijze urnkorstzwam (Sistotrema oblongisporum) is een schimmel die behoort tot de familie Hydnaceae. Hij leeft saprotroof, doorgaans op beschorst loofhout in vochtige en/of ietwat voedselrijke bosjes. Hij is bekend van wilgen (Salix), berken (Betula) en Juniperus.

## Verspreiding
In Nederland komt de grijze urnkorstzwam vrij algemeen voor.